# 松永郵便局
松永郵便局（まつながゆうびんきょく）
- 広島県福山市にある郵便局。本記事にて記述する。
- 鹿児島県霧島市にある郵便局。局番号は78424。

松永郵便局（まつながゆうびんきょく）は、広島県福山市にある郵便局。民営化前の分類では集配普通郵便局であった。

## 概要
住所：〒729-0199 広島県福山市松永町4-12-19

### 出張所（局外ATM）
民営化前は以下の場所に出張所としてATMを設置していた。現在も同じ場所にATMがあるが、管理はゆうちょ銀行広島支店となっている。
- ゆめタウン松永内出張所
- 福山大学内出張所

## 沿革
- 1872年（明治5年）旧1月 - 今津（いまづ）郵便取扱所として開設[1]。
- 1875年（明治8年）1月1日 - 今津郵便局（五等）となる。
- 1885年（明治18年）11月1日 - 貯金取扱を開始。
- 1891年（明治24年）2月21日 - 為替取扱を開始。
- 1892年（明治25年）7月16日 - 松永郵便局に改称。
- 1893年（明治26年）2月16日 - 松永郵便電信局となる。
- 1903年（明治36年）4月1日 - 通信官署官制の施行に伴い松永郵便局となる。
- 1950年（昭和25年）11月16日 - 電気通信業務を、新設の松永電報電話局に移管[2]。
- 1956年（昭和31年）10月1日 - 電話通話および和文電報受付事務の取扱を開始[3]。
- 1974年（昭和49年）1月 - 局舎新築落成。
- 2000年（平成12年）8月14日 - 外国通貨の両替および旅行小切手の売買に関する業務取扱を開始。
- 2006年（平成18年）10月16日 - 備後本郷郵便局（〒729-0299→〒729-0252）、藤江郵便局（〒720-0599→〒720-0543）から集配業務を移管[4]。それに伴い、備後本郷郵便局福山大学内出張所 (ATM) も当局の管轄に変更。
- 2007年（平成19年）10月1日 - 民営化に伴い、併設された郵便事業松永支店に一部業務を移管。
- 2012年（平成24年）10月1日 - 日本郵便株式会社発足に伴い、郵便事業松永支店を松永郵便局に統合。

## 取扱内容
- 郵便、印紙、ゆうパック、内容証明
- 貯金、為替、振替、振込、国際送金、国債、投資信託
- 生命保険、バイク自賠責保険、自動車保険
- ゆうちょ銀行ATM
- 福山市内の一部地域（旧松永市内など）および尾道市内の一部地域（浦崎町、高須町、西藤町）（〒729-01xx、729-02xx、720-05xx）の集配業務
- ゆうゆう窓口

## 周辺
- 福山市役所松永支所
- 日本はきもの博物館
- 国道2号

## アクセス
- JR山陽本線 松永駅（南口）から徒歩約4分
- トモテツバス 松原駅南口停留所下車
- 山陽自動車道 福山西ICから南東へ約2.5km
- 駐車場あり：16台